# Nyíregyházi repülőtér
A Nyíregyházi repülőtér Magyarország jelentős repülőtereinek az egyike. Nem nemzetközi, de határnyitási joggal rendelkező repülőtér. Egy aszfaltozott és egy füves pályája van. A helyszínen van lehetőség tandemugrásra, motoros és vitorlázórepülésre, sárkányrepülőzésre. A Tréner Kft. üzemelteti a repülőteret. Nagy repülőgépek landolására nem alkalmas.

## Története
1948 és 1963 között a repülőtér részt vett a belföldi légiforgalomban; a Maszovlet és utóda, a Malév üzemeltette ide járatait a Budapest–Miskolc–Nyíregyháza–Budapest útvonalon, később Debrecen érintésével is. Az 1990-es évek elején történt rövid életű kísérlet a belföldi légiforgalom újraindítására, az első járat Nyíregyházáról indult a budaörsi repülőtérre, azóta azonban a repülőtér menetrend szerinti forgalommal nem rendelkezik.

## Utasforgalom
Az utasforgalom az elmúlt években az alábbi módon változott:
| Utasok száma | 31 345 | 13 488 | 17 137 | 7840 | 27 320 | 29 430 | 22 030 | 24 846 | 31 149 | 14 718 |
|              | 2009   | 2011   | 2012   | 2014 | 2015   | 2017   | 2018   | 2020   | 2021   | 2023   |

See source Wikidata query and sources.

## Balesetek
A Malév elődjének, a Maszovletnek a két katasztrófája közül az egyik itt történt. 1952. október 2-án a HA-LIL lajstromjelű Li–2 gép a Budapest–Miskolc–Nyíregyháza–Budapest vonalon repült. A rossz időjárás miatt többször is meg kellett kísérelniük a leszállást Miskolcon és Nyíregyházán is, utóbbinál a síkos füvön megcsúszó gép épületnek ütközött. A személyzet három tagja, köztük a két pilóta, életüket vesztették, a személyzet két további tagja és a három utas megsérült.